# 테케 소왕국
안지쿠 소왕국(콩고어: Anziku, 혹은 테케 소왕국(콩고어: Teke))은 1522년에서부터 1892년까지 현재의 콩고 공화국과 콩고 민주 공화국에 걸쳐 3세기(370년)를 존속하였던 전제군주제 국가였으며 수도는 아케티(Aketi)였다.

## 역사

### 1560년, 군왕(외조부)의 보위를 총수상(외손)이 이어받아 주류 왕실 교체
제3대 안지쿠 소왕국 군왕이었던 음판주 아 키티마 야 은징가(Mpanzu a Kitima ya Nzinga)가 1545년에 향년 67세로 붕어한 아홉 살 위 이복 조카 페드로 제2대 안지쿠 소왕국 군왕의 보위를 이어 대행군주(선왕)의 나이 어린 이복 숙부로서 58세 나이로 군왕 보위 등극하였다가 15년이 지난 1560년에 향년 73세로 붕어하자 그의 외손자(外孫子, 음판주 아 키티마 야 은징가 제3대 안지쿠 소왕국 군주의 첫째딸 부부 자녀 2남 3녀 가운데 막내아들)였던 은툼바 초(Ntumba Tyo) 당시 안지쿠 소왕국 총수상(총리)이 안지쿠 소왕국 군왕 보위를 이어받아 24세 나이로 안지쿠 소왕국 제4대 군왕 보위에 등극하며 1522년 안지쿠 소왕국 개창 이후 지속 관행된 안지쿠 소왕국의 콩고 왕국 왕족 직계 주류 종실 시대가 약 38년 여만에 종결되는 기록을 양산하였다. 이후 332년이 지난 1892년 안지쿠 소왕국이 멸망할 때까지 은툼바 초(Ntumba Tyo, 1536~1613) 제4대 안지쿠 소왕국 군왕과 그의 장남(長男)인 은징가 테케요(Nzinga Tekeyio, 1555~1630) 제5대 안지쿠 소왕국 군왕의 직계 후손들에게 안지쿠 소왕국 군왕 보위가 대대손손으로 세습되었다.

### 1568년, 앙리크 1세 콩고 왕국 상왕 시해
콩고 왕국 군왕 겸 로앙고 군주국 군왕이었다가 1567년 9월, 조카 알바로 1세에게 왕위를 선위하고 퇴위한 앙리크 1세 상왕을 1568년 8월, 당시 테케 소왕국 제4대 군왕 은툼바 초(Ntumba Tyo, 1536~1613)가 콩고 왕국과 로앙고 군주국에서 제기하는 영토 분쟁 사태로 시달리던 중 키상가니 야적 간세들을 당시 콩고 왕국의 수도였던 상 살바도르에 암습 특파하여 상 살바도르 변두리 도심 저잣거리를 변장 행차 중이던 앙리크 1세 당시 콩고 왕국 상왕을 시해하였다.

### 1665년, 안토니우 1세 콩고 왕국 상왕과 그의 왕자를 시해 후 패전 퇴각
안지쿠 소왕국과 콩고 왕국이 영토 분쟁 사태로 게릴라 전투 중 1665년 10월 29일, 당시 제7대 안지쿠 소왕국 군왕이었던 은지쿠 데 음판주(Nziku de Mpanzu, 1595~1681)의 명령을 받은 안지쿠 군사들이 콩고 왕국을 공습 침입하여 끝끝내 콩고 왕국 군주 보위에서 퇴위한 안토니우 콩고 왕국 상왕(上王)을 콩고 왕국 상 살바도르 냉궁에서 포위하였고 콩고 왕국 상 살바도르 냉궁 북문 앞에서 안토니우 콩고 왕국 상왕과 그의 왕자를 사살하였지만 아폰소 응콘도(안토니우 1세의 이복 서출 남동생) 후임 콩고 왕국 군왕이 이끄는 콩고 왕국 군사들에게 역공습을 받으며 끝내 안지쿠 자국에 후퇴, 키상가니로 치욕적인 퇴각을 하였다.

## 역대 주요 군주
1. 아폰수 1세(Afonso I, 1456~1543)
2. 페드로 1세(Pedro I, 1478~1545)
3. 음판주 아 키티마 야 은징가(Mpanzu a Kitima ya Nzinga, 1487~1560)
4. 은툼바 초(Ntumba Tyo, 1536~1613)
5. 은징가 테케요(Nzinga Tekeyio, 1555~1630)
6. 은티마 아야 은티요(Ntima aya Ntiyo, 1572~1651)
7. 은지쿠 데 음판주(Nziku de Mpanzu, 1595~1681)

## 같이 보기
- 콩고 왕국(콩고 군주국)
- 로앙고 군주국(루앙구 왕국)